# 大十二面二十面六十面體
在幾何學中，大十二面二十面六十面體（Great dodecicosacron）是一種星形多面體，由60個全等且互相相交的領結形面組成，是均勻多面體——大十二面二十面體的對偶多面體。

## 性質
大十二面二十面六十面體由60個面、120條邊和32個頂點組成，是一種六十面體。
其具有互相相交的面，是一種複雜多面體，其不僅面與面互相相交，且所有面也都是邊自我相交的複雜多邊形。

### 面的組成
大十二面二十面六十面體的面由60個全等的領結形組成，每個領結形彼此互相相交，每個領結形只露出了兩側外部的銳角，其餘部分隱沒在立體內部。露在該立體外部的部分如下圖，以藍色表示，其中黑線代表領結形彼此互相相交的位置：
|  | 領結形在立體中的位置 |

領結形是一種反平行四邊形，其具有兩對邊等長的特性，因此組成大十二面二十面六十面體的領結形有兩種長度的邊。若大十二面二十面六十面體對應的對偶多面體之邊長為單位長，則大十二面二十面六十面體的短邊長為：
{\displaystyle {\sqrt {3\left(5-2{\sqrt {5}}\right)}}\approx 1.2584085723648}
長邊長為：
{\displaystyle {\frac {\sqrt {6\left(5-{\sqrt {5}}\right)}}{2}}\approx 2.03614784182}
長邊和短邊的比為黃金比例。
由此可以得到其內側的角約為81.8度：
{\displaystyle \arccos(-{\frac {5}{12}}+{\frac {1}{4}}{\sqrt {5}})\approx 1.42796081\approx 81.816\,127\,508\,183^{\circ }}
完全露在立體外部的外側角約為30度：
{\displaystyle \arccos({\frac {3}{4}}+{\frac {1}{20}}{\sqrt {5}})\approx 0.531982021\approx 30.480\,324\,565\,36^{\circ }}
領結形兩相交之邊的交角約為67.7度：
{\displaystyle \arccos({\frac {5}{12}}-{\frac {1}{60}}{\sqrt {5}})\approx 1.09962032\approx 67.703\,547\,926\,46^{\circ }}

### 二面角
大十二面二十面六十面體的所有二面角皆相等，約為127.7度：
{\displaystyle \arccos({\frac {-44+3{\sqrt {5}}}{61}})\approx 2.22855024\approx 127.686\,523\,427\,48^{\circ }}

## 對偶多面體

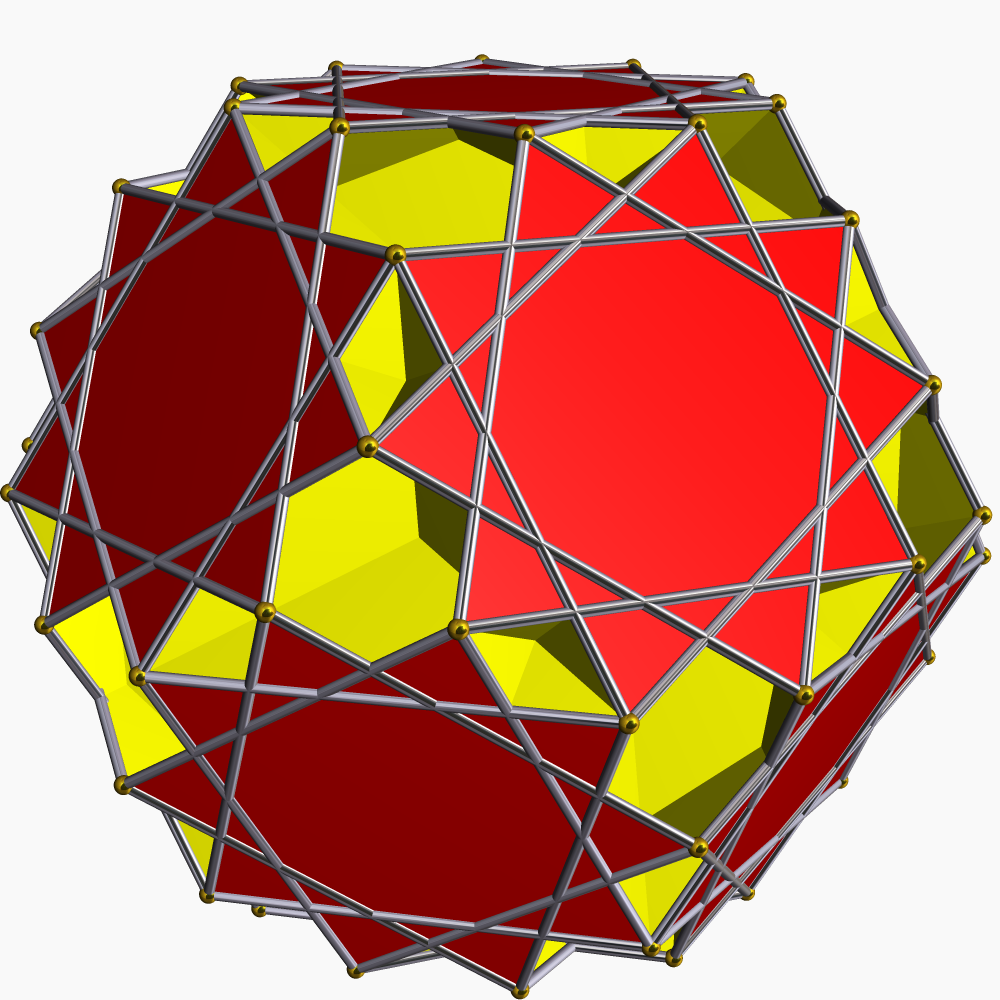
大十二面二十面六十面體的對偶多面體

根據對偶多面體的定義，多面體的對偶多面體其面將會是原始多面體的頂點圖，而大十二面二十面六十面體共有兩種頂點，分別為10個領結形的公共頂點，頂點圖為十角星、以及6個領結形的公共頂點，這兩種頂點分別對應對偶多面體的十角星面和六邊形面，因此大十二面二十面六十面體是一種由十角星和六邊形組成的多面體，為大十二面二十面體，這種立體外觀與大雙三角十二面截半二十面體類似，差別在於大十二面二十面體比大雙三角十二面截半二十面體的凹陷處，凹陷得更深:156。